# هوش تجاری پیش زمینه هوش مصنوعی
هوش تجاری (Business Intelligence یا BI) و هوش مصنوعی (Artificial Intelligence یا AI) دو حوزه مهم در مدیریت داده‌ها و تحلیل اطلاعات هستند که اغلب به‌طور مستقل مورد استفاده قرار می‌گیرند. با این حال، این دو حوزه می‌توانند به صورت عمیقی با یکدیگر مرتبط شوند و همدیگر را تقویت کنند. در واقع، هوش تجاری می‌تواند به عنوان یک پیش‌زمینه و زیرساخت برای بهره‌گیری موفقیت‌آمیز از هوش مصنوعی عمل کند.

## تمیز کردن داده‌ها و شناساییشاخص‌ها
هوش تجاری با هدف جمع‌آوری، تمیز کردن، و سازماندهی داده‌ها به‌گونه‌ای طراحی شده است که این داده‌ها برای تصمیم‌گیری‌های استراتژیک و بهینه‌سازی عملکرد کسب‌وکار مورد استفاده قرار گیرند. در این فرآیند، شناسایی شاخص‌های کلیدی عملکرد (KPIs) که برای کسب‌وکار اهمیت دارند، از اهمیت ویژه‌ای برخوردار است. وقتی این شاخص‌ها به‌درستی شناسایی و درک شوند، داده‌ها به شکل بهتری برای تحلیل‌های پیچیده‌تر توسط هوش مصنوعی آماده می‌شوند.

## استفاده از هوش مصنوعی برای تحلیل و پیش‌بینی
پس از اینکه داده‌ها توسط هوش تجاری تمیز و ساختاریافته شدند، هوش مصنوعی می‌تواند این داده‌ها را برای شناسایی الگوهای پنهان، پیش‌بینی روندهای آینده، و بهینه‌سازی فرآیندهای تصمیم‌گیری به کار بگیرد. الگوریتم‌های AI قابلیت تحلیل حجم بزرگی از داده‌ها را دارند و می‌توانند بینش‌های عمیق‌تری ارائه دهند که بدون پیش‌زمینه‌ی داده‌های تمیز شده توسط BI امکان‌پذیر نخواهد بود.

## مزایای ترکیب هوش تجاری و هوش مصنوعی
ترکیب هوش تجاری و هوش مصنوعی به سازمان‌ها این امکان را می‌دهد که نه تنها داده‌های خود را به‌درستی مدیریت و تحلیل کنند، بلکه از این داده‌ها برای بهبود عملکرد و افزایش دقت در تصمیم‌گیری‌ها استفاده کنند. در واقع، هوش تجاری می‌تواند داده‌ها را بهینه کرده و آماده‌سازی کند تا هوش مصنوعی بتواند تحلیل‌های پیشرفته‌تری را انجام دهد و به سازمان‌ها کمک کند تا از داده‌های خود به بهترین نحو استفاده کنند.

## نتیجه‌گیری
هوش تجاری به عنوان یک ابزار مستقل برای تحلیل داده‌ها عمل می‌کند، اما نقش مهمی در آماده‌سازی داده‌ها برای تحلیل‌های پیشرفته توسط هوش مصنوعی دارد. هم‌افزایی بین BI و AI می‌تواند به بهبود عملکرد کلی سازمان‌ها و دستیابی به تصمیمات هوشمندانه‌تر منجر شود.